# Nyctemera angaurensis
Nyctemera angaurensis là một loài bướm đêm thuộc phân họ Arctiinae, họ Erebidae.